# Rohrbach (distrito)
| Distrito de Rohrbach                                          |                                          |
| Estado                                                        | Alta Áustria                             |
| Capital                                                       | Rohrbach in Oberösterreich               |
| Área                                                          | 827,95 km²                               |
| População                                                     | 57 073 habitantes (1 de janeiro de 2010) |
| Densidade                                                     | 69 hab./km²                              |
| Website                                                       | Site oficial                             |
| Localização de Distrito de Rohrbach no estado de Alta Áustria |                                          |
|                                                               |                                          |

Rohrbach é um distrito da Áustria localizado no estado da Alta Áustria.

## Cidades e municípios
Rohrbach possui 42 municípios, sendo um, a capital Rohrbach in Oberösterreich, com estatuto de cidade (Stadtgemeinde) e 15 com estatuto de mercado (Marktgemeinde):

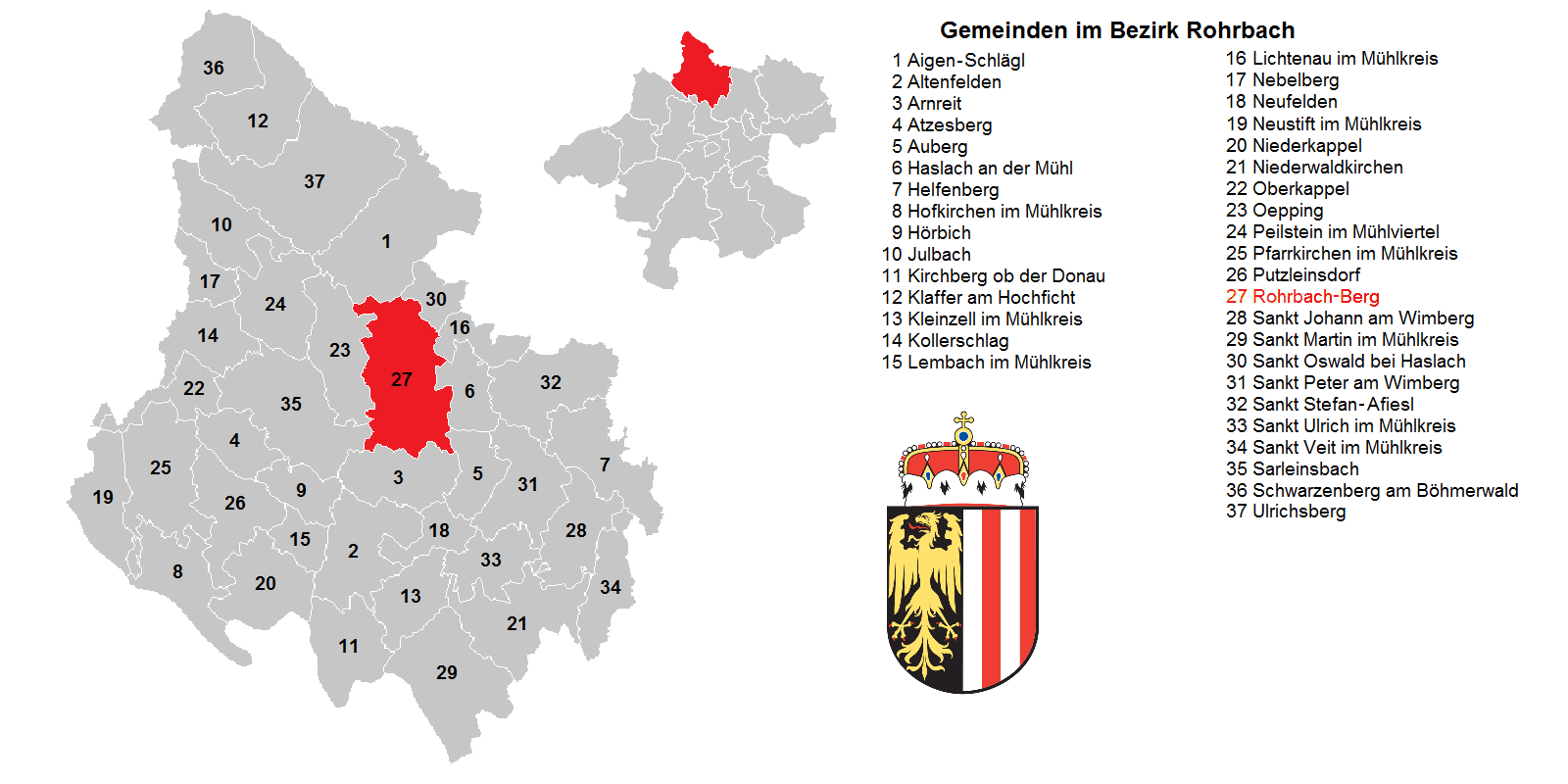
Cidades e municípios do Distrito de Rohrbach

| Cidade: - Rohrbach in Oberösterreich Mercados: - Aigen im Mühlkreis - Altenfelden - Haslach an der Mühl - Hofkirchen im Mühlkreis - Kollerschlag - Lembach im Mühlkreis - Neufelden - Niederwaldkirchen - Oberkappel - Peilstein im Mühlviertel - Putzleinsdorf - Sarleinsbach - Sankt Martin im Mühlkreis - Sankt Peter am Wimberg - Ulrichsberg | Municípios: - Afiesl - Ahorn - Arnreit - Atzesberg - Auberg - Berg bei Rohrbach - Helfenberg - Hörbich - Julbach - Kirchberg ob der Donau - Klaffer am Hochficht - Kleinzell im Mühlkreis - Lichtenau im Mühlkreis - Nebelberg - Neustift im Mühlkreis - Niederkappel - Oepping - Pfarrkirchen im Mühlkreis - Schlägl - Schönegg - Schwarzenberg am Böhmerwald - Sankt Johann am Wimberg - Sankt Oswald bei Haslach - Sankt Stefan am Walde - Sankt Ulrich im Mühlkreis - Sankt Veit im Mühlkreis |